# Seimatosporium rosae
Seimatosporium rosae är en svampart som beskrevs av Corda 1833. Seimatosporium rosae ingår i släktet Seimatosporium och familjen Amphisphaeriaceae.   Inga underarter finns listade i Catalogue of Life.